# Dafydd ap Llywelyn
Dafydd I ap Llywelyn (Principato del Galles, 1215 – Principato del Galles, 25 febbraio 1246) figlio di Llywelyn Fawr ap Iorwerth principe di Gwynedd ereditò il titolo alla morte del padre (1240).

## La primogenitura contesa
Dafydd nacque attorno al 1215 nel castello di Hen Blas, nel Flintshire, unico figlio di Giovanna del Galles (circa 1191-2 febbraio 1237) (figlia di Giovanni d'Inghilterra) e di Llywelyn il Grande. Un accordo esistente fra Llywelyn e Giovanni stipulato nel 1211 prevedeva che non sarebbero stati generati figli in quel momento, motivo per cui gli storici tendono a posizionare la data di nascita di Dafydd attorno al 1215. Se Dafydd era l'unico figlio maschio legittimo, Llywleyn ne aveva uno illegittimo e per giunta maggiore del fratellastro, Gruffydd ap Llywelyn Fawr, che, con la legge gallese dalla sua, avanzò pretese di primogenitura per il trono del Gwynedd. Sulla disputa intervenne lo zio dei due giovani, Enrico III d'Inghilterra, che dichiarò la legittimità di Dafydd quale erede nel 1220, legittimità che venne anche sancita dal pontefice.

## Il conflitto con Enrico III
Nonostante questi illustri appoggi Gruffyd aveva numerosi sostenitori e quando Joan morì nel 1237 Dafydd perse la sua principale sostenitrice e ricorse quindi all'aiuto di Ednyfed Fychan (circa 1170-1246) Siniscalco del Gwynedd e detentore di grande influenza politica nel regno. Sempre nel 1237 Llywelyn si ammalò gravemente ed il figlio dovette subentrargli nella conduzione del principato del Galles, Dafydd di fatto governò il Gwynedd fino al 1240 anno della morte del padre. Benché Enrico III si fosse dimostrato disponibile a riconoscerlo come legittimo sovrano non voleva permettergli di trattenere le terre conquistate dal padre oltre i loro confini e con il deteriorarsi della situazione diplomatica Dafydd cominciò a considerare l'idea di allearsi con qualche altro nobile contro Enrico e per questo mandò un ambasciatore presso Luigi IX di Francia. Nel 1241 Enrico invase il Gwynedd e dopo una breve campagna militare Dafydd fu costretto a sottomettersi, venne quindi stipulato il Trattato di Gwerneigron secondo il quale doveva rinunciare ad ogni conquista esterna al proprio regno e consegnare il fratellastro Gruffyd nelle mani del re inglese che lo avrebbe imprigionato. Probabilmente Enrico pensò che Gruffyd poteva rivelarsi una buona arma contro Dafydd se fosse riuscito a rivoltarli definitivamente l'uno contro l'altro, ma il suo piano fallì perché Gruffyd morì attorno al marzo 1244 durante un tentativo di fuga dalla Torre di Londra.
La morte del fratellastro liberò Dafydd dalla catena che lo legava a Enrico e si alleò immediatamente con altri nobili Gallesi per attaccare i domini inglesi in Galles. Dafydd incamerò diversi successi militari e nella primavera del 1245 conquistò il castello di Mold e probabilmente anche quello di Dyserth, Enrico contrattaccò attaccando il Gwynedd, ma soffrì di una grave disfatta combattendo in uno stretto passo contro gli uomini di Dafydd. Imperterrito il sovrano inglese proseguì fino al fiume Conwy dove cominciò a costruire un nuovo castello presso Deganwy.
Dafydd intanto portava avanti relazioni diplomatiche con il Vaticano e Papa Innocenzo IV riconobbe la legittimità dei diritti che egli vantava per il Galles del nord, decisione che, nello stesso 1245, venne ribaltata a seguito di una densa attività diplomatica da parte di Enrico. I combattimenti intanto continuavano e venne raggiunta una tregua soltanto nell'autunno dello stesso anno, la tregua resse per tutto l'inverno fino alla morte improvvisa di Dafydd avvenuta il 25 febbraio 1246 presso il villaggio di Abergwyngregyn.
Dafydd venne sepolto presso l'abbazia di Aberconwy insieme al padre.

## Il matrimonio sterile
L'unione fra Dafydd ed Isabella de Braose (1222 circa-1248), figlia di Guglielmo di Braose non generò eredi, anche se pare che avesse almeno un figlio illegittimo tale Dafydd ap Dafydd che cercò inutilmente di salire al trono. Maggiore fortuna ebbero i figli del defunto Gruffyd, il trono del Gwynedd venne ereditato dal suo primogenito Llywelyn Ein Llyw Olaf ap Gruffydd che divise il regno con il fratello Owain Goch ap Gruffydd. Entrambi continuarono a combattere contro Enrico fino al 1247 quando lo incontrarono a Woodstock e raggiunsero un accordo, anche se al prezzo della perdita di numerose terre.